# Castelo da Mota

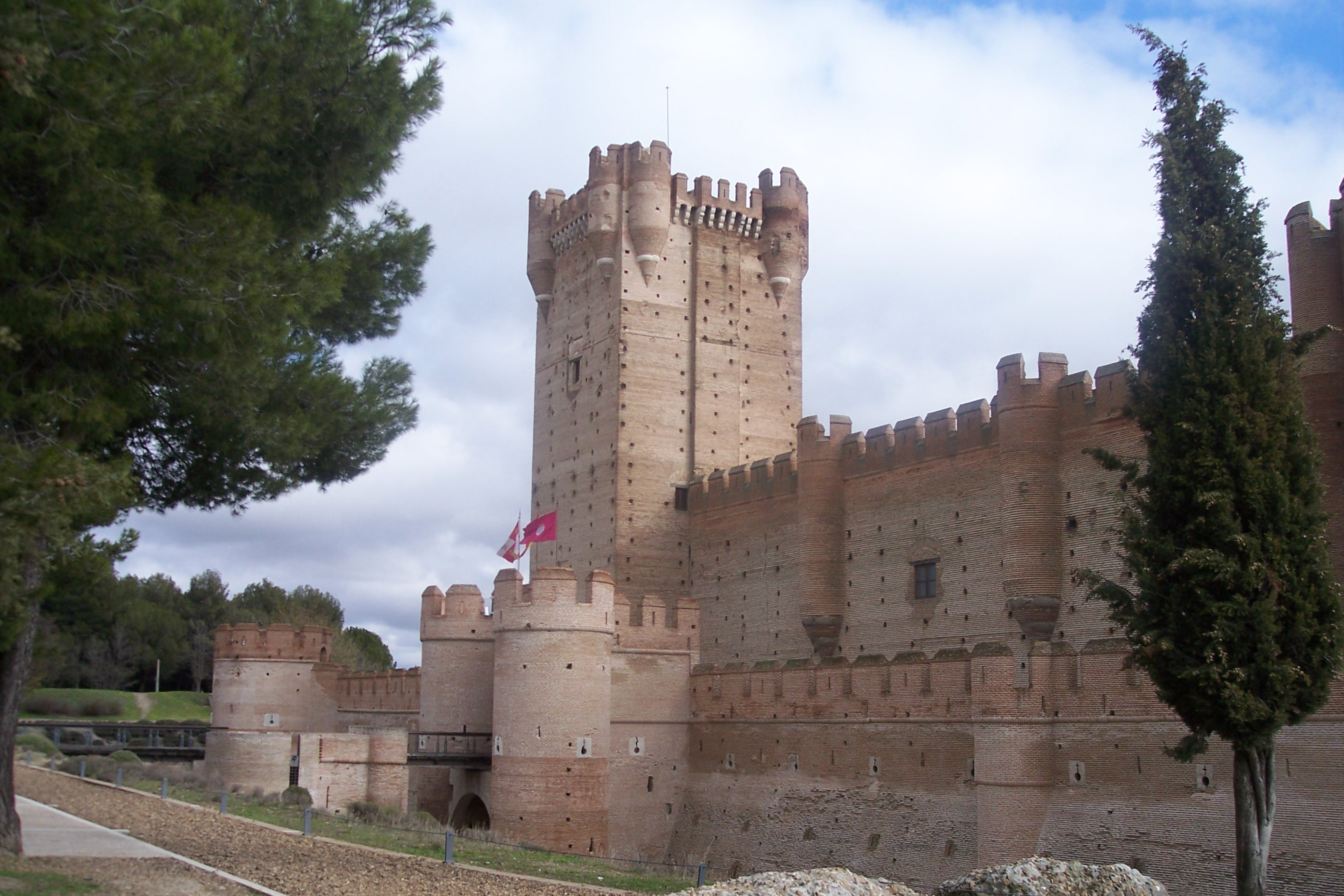
Castelo da Mota, Medina del Campo, Espanha.

O Castelo da Mota localiza-se na cidade de Medina del Campo, município e província de Valladolid, comunidade autónoma de Castela e Leão, na Espanha.
A toponímia "mota" refere uma elevação artificial erguida para melhorar a defesa do castelo. A sua primitiva construção remonta ao século XII, tendo sofrido obras de ampliação e remodelação até ao século XV.
Dominado pela Torre de Menagem, do alto da qual se descortina o amplo pátio de armas, em sua muralha ameada, percorrida por adarve, rasga-se o portão de acesso, primitivamente acedido por uma ponte levadiça (hoje fixa). Posteriormente foi-lhe acrescentado uma muralha exterior, abaluartada, preparada para receber artilharia.
Essa muralha exterior foi construída sob o reinado de Isabel, a Católica, que a partir de 1468 passa a residir intermitentemente, seja na fortaleza de La Mota, seja no Palácio Real da vila de Medina del Campo, onde faleceria em 26 de novembro de 1504. Esta fortificação teve, além da função militar, a de prisão real, onde esteve, por exemplo, de 1539 a 1560, Hernando Pizarro (conquistador do Peru ao lado do irmão, Fernando Pizarro), pela morte de Diego de Almagro (conquistador do Chile). Era tida como uma "prisão dourada", onde se podia viver e se casar (caso de Hernando Pizarro) com todas as comodidades. Perdida a sua função estratégica, o castelo foi abandonado, caindo em ruínas.
No século XX, após a Guerra Civil Espanhola (1936-1939) foi recuperado pelo poder público, tendo se convertido no primeiro monumento em Medina del Campo a ser declarado Bem de Interesse Cultural (B.I.C.).